# キース・ティペット
キース・ティペット（Keith Tippett、1947年8月25日 - 2020年6月14日）は、イングランド出身のミュージシャン、ジャズピアニスト、作曲家。
1970年代から主に、ジャズ・ロックの分野で活動。数多くのジャム・セッション実績を誇る同国の代表的なジャズ・プレイヤーの一人。

## 略歴
1947年、イングランドのブリストルに生まれる。
パット・エヴァンス（Pat Evans）のリハーサルバンドで演奏する機会を得て、才能を認められた。
1968年の第1回バリー・サマー・スクールにおいて、最優秀ピアニストに選ばれた。各部門で最優秀に選ばれたエルトン・ディーン (サックス)、マーク・チャリグ (コルネット)、ニック・エヴァンス (トロンボーン)、ギラン・リオンズ (ベース)、レス・サークル (ドラムス)と、7月にキース・ティペット・グループを結成した。8月に同じバリー・サマー・スクールでデビューコンサート。ドラムスはレスからアラン・ジャクソンに替わり、9月には初レコーディング。
1969年には1月から英国ジャズ協会の100Clubで演奏活動開始、8月からはマーキー・クラブに進出し常連となる。その後「キング・クリムゾン」など様々なグループと知り合い、互いの作品にも参加した。
1970年10月にはファースト・アルバム『ユー・アー・ヒア・アイ・アム・ゼア』を発表。50人編成のビッグ・バンド「センティピード」を企画しコンサートを行ない、翌1971年1月にはセカンド・アルバム『デディケイテッド・トゥー・ユー』を発表するなど、当時はビッグバンド、小編成のジャズ・コンボ、オヴァリー・ロッジ等の即興演奏と、主に3つのスタイルで活動していた。その後、ジャズ、ロック、ポップスの膨大な数のセッションに参加し、多くのアルバムに名を刻んでいる。 
妻はブライアン・オーガー・アンド・ザ・トリニティーなどで活動したボーカリストのジュリー・ドリスコール（現ジュリー・ティペッツ）。夫婦揃って「キース & ジュリー・ティペッツ」名義で活動することもある。 
2013年と2015年に日本公演を開催。さらに2015年には「ソフト・マシーン・レガシー」のサポートとして再来日した。

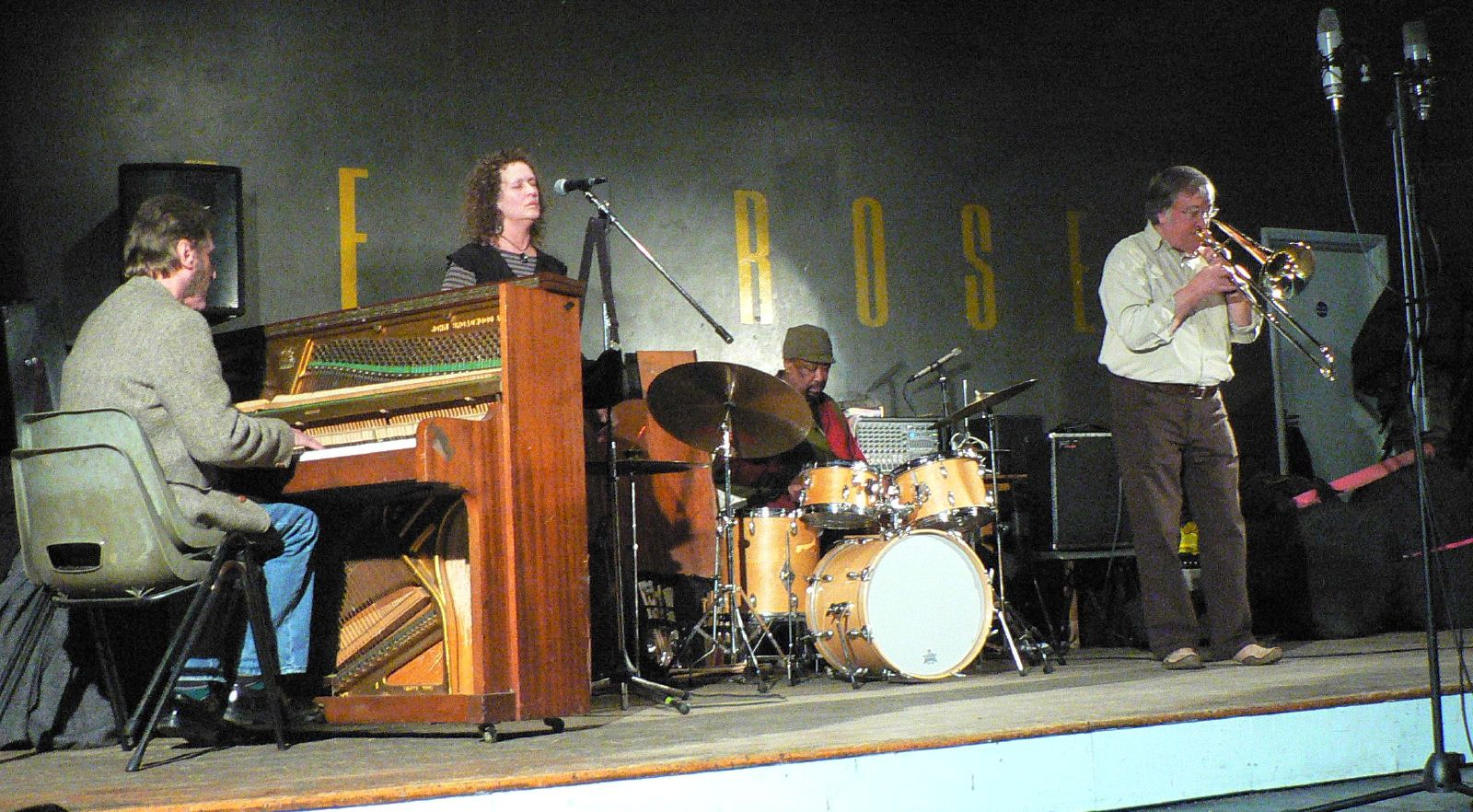
キース & ジュリー・ティペッツ『Paul Rutherford Memorial 2007』ライブ (2007年10月)

2020年6月、心臓発作により72歳で死去。

## ディスコグラフィ

### ソロ及びリーダー・アルバム
- 『ユー・アー・ヒア・アイ・アム・ゼア』 - You Are Here... I Am There (1970年) ※キース・ティペット・グループ名義
- 『デディケイテッド・トゥー・ユー』 - Dedicated To You, But You Weren't Listening (1971年) ※キース・ティペット・グループ名義
- 『ブループリント』 - Blueprint (1972年)
- Frames (Music For An Imaginary Film) (1978年) ※キース・ティペッツ・アーク名義
- The Unlonely Raindancer (1980年)
- Mujician (1982年)
- A Loose Kite In A Gentle Wind Floating With Only My Will For An Anchor (1986年) ※キース・ティペット・セプテット名義
- Mujician II (1987年)
- Mujician III (August Air) (1989年)
- The Dartington Concert (1992年)
- Une Croix Dans L'Océan (1995年)
- 『13日の金曜日』 - Friday The 13th (1997年)
- Linückea (2000年)
- Live At Le Mans (2007年) ※Keith Tippett Tapestry Orchestra名義
- From Granite To Wind (2011年) ※キース・ティペット・オクテット名義
- Mujician Solo IV (Live In Piacenza) (2015年)
- The Nine Dances Of Patrick O'Gonogon (2016年) ※キース・ティペット・オクテット名義
- Live In Triest (2018年)

### センティピード
- 『セプトーバー・エナジー』 - Septober Energy (1971年)

### オヴァリー・ロッジ
- Ovary Lodge (1973年)
- Ovary Lodge (1976年)

### ドリームタイム
- Bunny Up (1984年)
- Zen Fish (1998年)
- Cathanger '86 (2004年)
- Double Trouble (2010年)

### キース & ジュリー・ティペッツ
- Couple In Spirit (1988年)
- Couple In Spirit II (1997年)
- 『ノスタルジア77・セッションズ・フィーチャリング・キース&ジュリー・ティペット』 - Nostalgia 77 Sessions Featuring Keith & Julie Tippett (2009年) ※ノスタルジア77とのセッション
- Live At The Purcell Room (Couple In Spirit) (2010年)
- A Mid Autumn's Night Dream (2019年) ※with Lino Capra Vaccina, Paolo Tofani

### ミュージシャン
- The Journey (1990年)
- Poem About The Hero (1994年)
- 『バードマン』 - Birdman (1996年)
- Colours Fulfilled (1998年)
- 『ブリストル・コンサート』 - The Bristol Concert (2000年) ※with ザ・ジョージアン・アンサンブル
- 『スペースタイム』 - Spacetime (2002年)
- 『ゼアーズ・ノー・ゴーイング・バック・ナウ』 - There's No Going Back Now (2006年)

### デディケーション・オーケストラ
- Spirits Rejoice (1992年、Ogun Records)
- Ixesha (Time) (1994年、Ogun Records)

### 連名アルバム
- Stan Tracey / Keith Tippett : TNT (1976年)
- Mark Charig with Keith Tippett, Ann Winter : Pipedream (1977年)
- Hopper / Dean / Tippett / Gallivan : 『クルエル・バット・フェア』 - Cruel But Fair (1976年)
- Keith Tippett / Julie Tippett / Trevor Watts / Colin McKenzie : Warm Spirits - Cool Spirits (1977年)
- Keith Tippett & Louis Moholo : No Gossip (1982年)
- Louis Moholo / Larry Stabbins / Keith Tippett : Tern (1983年)
- Weekend With Keith Tippett : 『ライヴ・アット・ロニー・スコッツ』 - Live At Ronnie Scott's (1983年)
- Howard Riley & Keith Tippett : 『イン・フォーカス』 - In Focus (1985年)
- Hopper / Dean / Tippett / Gallivan : 『マーシー・ダッシュ』 - Mercy Dash (1985年)
- Low Flyng Aircraft : Low Flyng Aircraft (1987年)
- Tippett / Nicols / Tippett : Mr. Invisible And The Drunken Sheilas (Supported By Mr. & Mrs. Disgraceful - Presented By Honest Spiv Faber And Eric Wetherall With The Kind Permission Of The Sheila Duncan Trio) (1989年)
- Keith Tippett / Andy Sheppard : 『66の幻影』 - 66 Shades Of Lipstick (1990年)
- Howard Riley, Keith Tippett : The Bern Concert (1994年)
- Peter Fairclough & Keith Tippett : Wild Silk (1996年)
- Julie Tippett / Willi Kellers / Keith Tippett : Twilight Etchings (1996年)
- Elton Dean, Paul Dunmall, Tony Levin, Paul Rogers, Roswell Rudd, Keith Tippett : Bladik (1997年)
- Paul Dunmall / Pete Fairclough / Philip Gibbs / Keith Tippett : Onosante (2000年)
- Howard Riley / Keith Tippett : First Encounter (2001年)
- Philip Gibbs, Keith Tippett, Paul Dunmall, Roberto Bellatalla, Peter Fairclough : Kunikazu (2001年)
- Peter Fairclough & Keith Tippett : Imago (2003年)
- Howard Riley - John Tilbury - Keith Tippett : Another Part Of The Story (2003年)
- Tippett • Riley • Grew • Thomas : Pianoforte (2004年)
- Keith Tippett, Julie Tippetts, Philip Gibbs, Paul Dunmall : Mahogany Rain (2005年)
- Keith Tippett, Paul Dunmall, Julie Tippetts : Dartington Improvising Trio : Live At The Priory (2005年)
- George Burt / Raymond MacDonald Sextet* featuring Keith Tippett : A Day For A Reason (2005年)
- The George Burt / Raymond MacDonald Sextet Featuring Keith Tippett : Boohoo Fever (2006年)
- Keith Tippett, Julie Tippetts, Louis Moholo-Moholo & Canto Generàl : Viva La Black Live At Ruvo (2007年)
- Stefano Maltese featuring Keith Tippett : The Lion Is Dreaming (2008年)
- Stan Tracey & Keith Tippett : Supernova (2008年)
- The Michael Giles Mad Band With Guest Keith Tippett : In The Moment (2011年)
- Keith Tippett - Giovanni Maier : Two For Joyce (2013年)
- Jackson • Long • Taylor • Tippett : Four Quartets (2016年)
- Keith Tippett, Matthew Bourne : Aeolian (2021年)